# Hugh Wilson
Hugh Wilson foi um engenheiro civil inglês, que faleceu em Londres, aos 62 anos, em 25 de setembro de 1888.

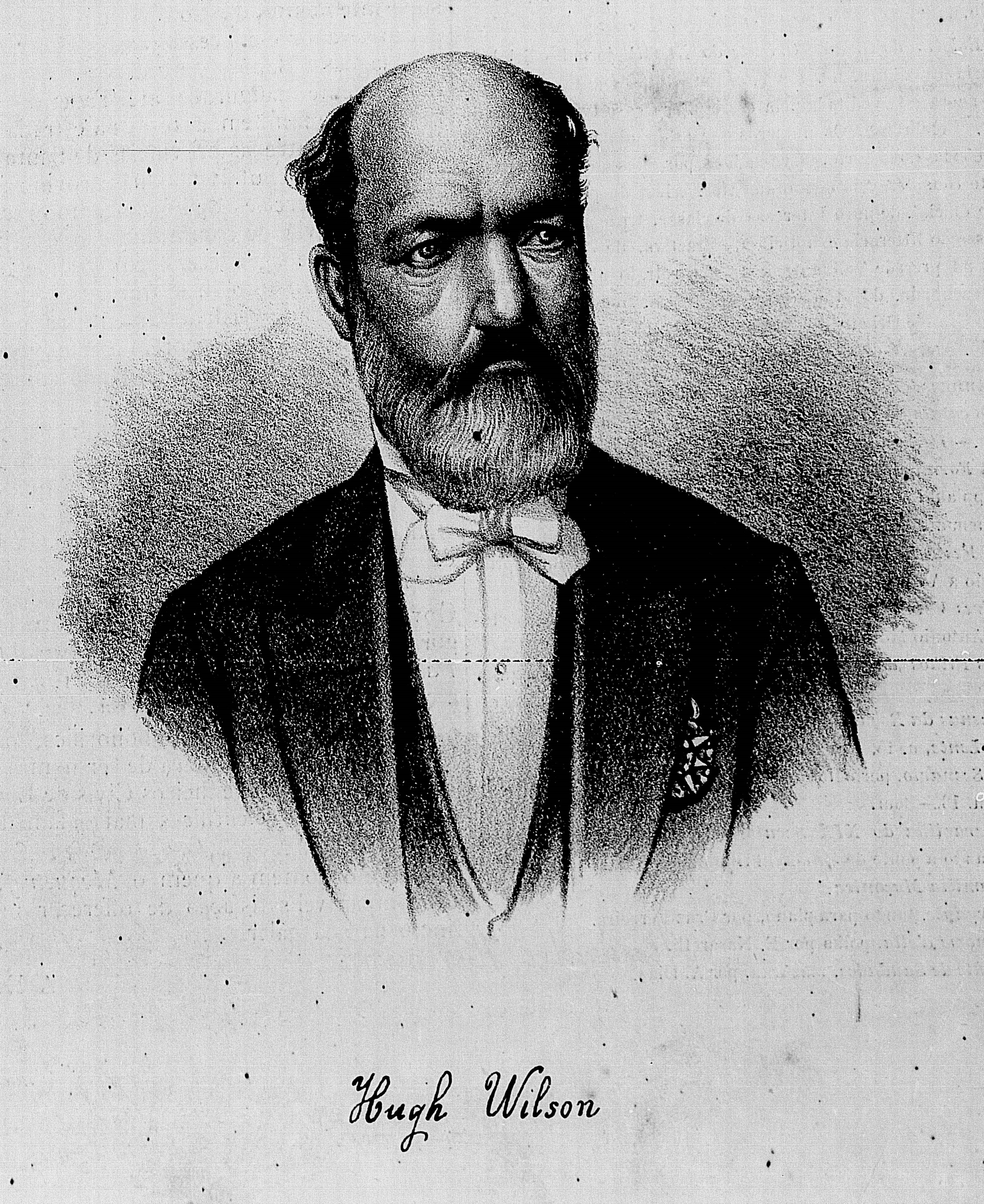
Engenheiro Civil Hugh Wilson

Agraciado por Pedro II do Brasil, com a Comenda Imperial Ordem da Rosa, em 23 de dezembro de 1881. O Comendador Wilson é pai do engenheiro civil Guillermo Andres Wilson, quais foram sócios na empreiteira Hugh Wilson & Son, que teve sua sede instalada em Salvador, Bahia. Iniciou sua carreira no Brasil, como engenheiro chefe de seção na Estrada de Ferro da Bahia ao São Francisco, sendo a estação inicial a da Calçada em Salvador, e a final de Alagoinhas, na cidade de mesmo nome. Foi superintendente da Companhia Bahiana de Navegação a Vapor. Por meio da Hugh Wilson & Son, foi o engenheiro chefe e responsável junto com Guilherme Wilson, pelos estudos para construção da Estrada de Ferro Dom Pedro I, em Santa Catarina.
Foi o concessionário e empreiteiro chefe da Estrada de Ferro Central da Bahia, por meio da empresa britânica Brazilian Imperial Central Bahia Railway Company Limited, da Estrada de Ferro Central de Alagoas, por meio da também britânica The Alagoas Brazilian Imperial Central Railway Company Limited, e da Bahia Central Sugar Factories Na Bahia, seu legado mais importante em obras de arte ferroviárias são a Imperial Ponte Dom Pedro II, que conecta as cidades  Cachoeira e  São Félix, os viadutos do Batedor e dos Três Riachos, no trecho original do extinto Ramal de Feira de Santana. No que foi a linha principal da Estrada de Ferro Central da Bahia os viadutos Príncipe do Grão-Pará e Buraco do Inferno. Seu legado arquitetônico mais admirado são as estações de Cachoeira, São Félix e João Amaro.

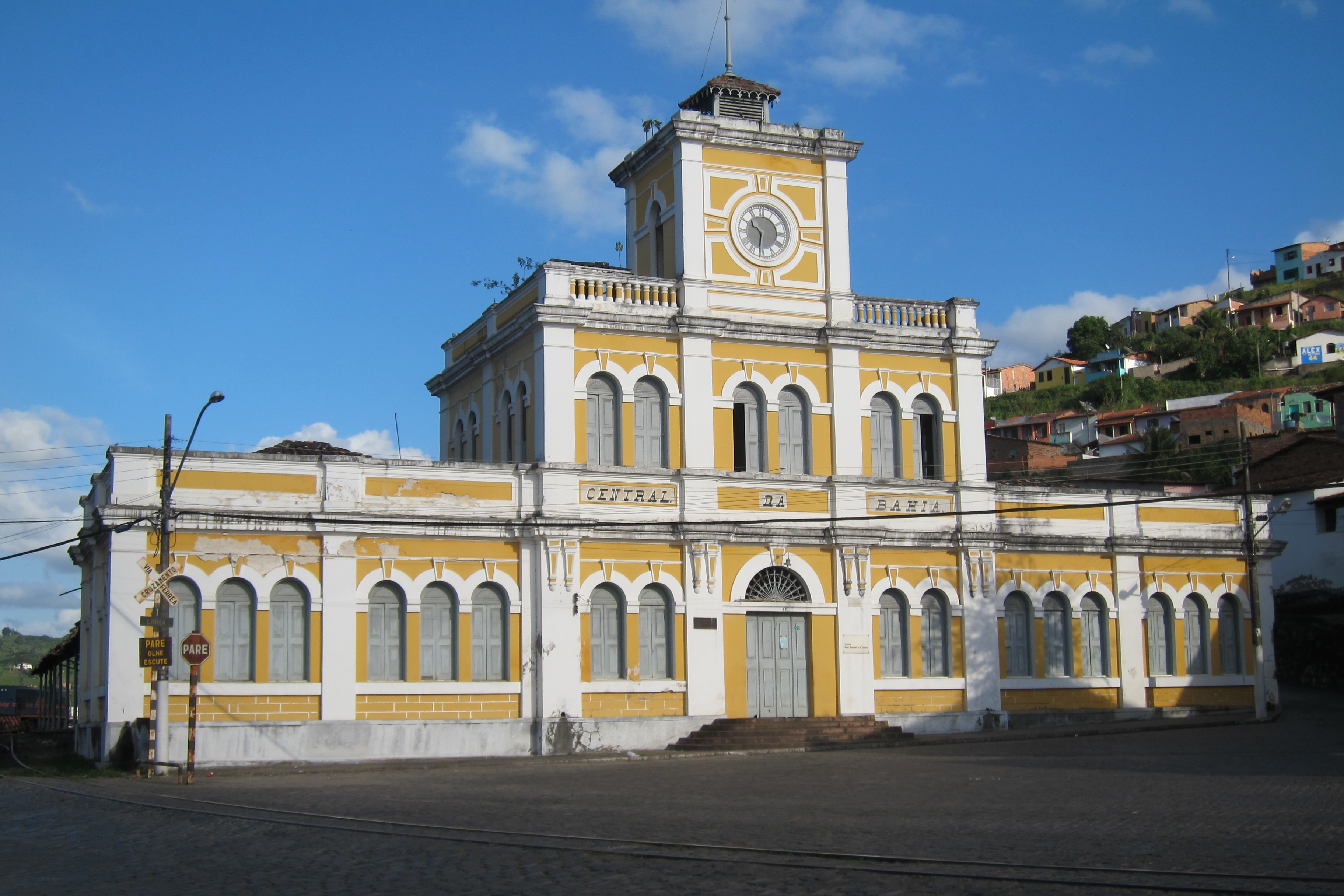
Estação Ferroviária de São Félix, inaugurada em 23 de dezembro de 1881

O Comendador Hugh Wilson, comprou a massa falida da The Paraguassú Steam Tram-road Company Limited, e sucedeu o cônsul inglês John Charles Morgan na construção do ramal de Feira de Santana, da ponte entre Cachoeira e São Félix e da linha principal entre São Félix e a Chapada Diamantina.

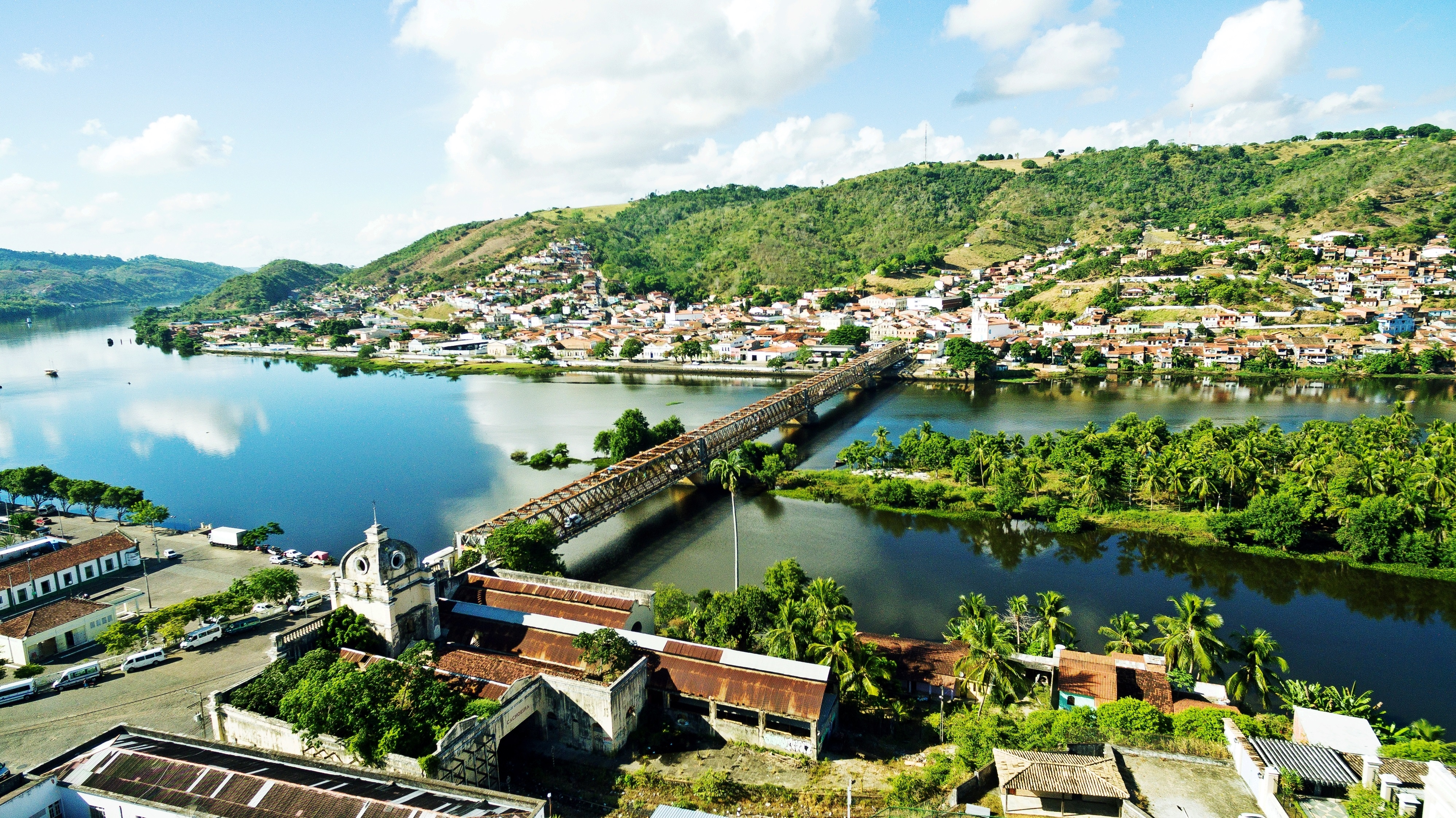
Imperial Ponte Dom Pedro II, inaugurada em 7 de julho de 1885